# Off Limits - Proibito ai militari
Off Limits - Proibito ai militari (Operation Mad Ball) è un film statunitense del 1957 diretto da Richard Quine.

## Trama
Dopo la seconda guerra mondiale nel 1945, in un'unità ospedaliera dell'esercito americano in Normandia, il soldato Hogan non crede che una calza blu possa mai essere bella, ma l'arrivo della nuova infermiera, il tenente medico Betty Bixby, lo convince del contrario. Prende l'accendisigari caduto dopo aver messo da parte il suo fucile M-1. Viene visto dall'ufficiale di sicurezza, il capitano Paul Locke, che lo ammonisce per averlo fatto mentre Hogan è in servizio di guardia notturna. Locke lo confina in un alloggio preliminare al processo in una corte marziale. Il colonnello responsabile dell'ospedale, però, preferirebbe tenere tutto "in famiglia" ed evitare il processo. Sa che sarebbe un male per il morale e la disciplina del campo, visto che la loro unità è prossima al rimpatrio negli Stati Uniti per il congedo dal servizio.
Hogan inizia a organizzare un ballo "senza limiti" in un hotel prima che la loro unità si sciolga. Ciò andrà a beneficio di tutte le infermiere del campo e dei suoi compagni soldati arruolati nonostante i regolamenti dell'esercito che prevedono la separazione dei reparti tra uomini e donne. Hogan utilizza i raggi X di un generale fingendo che gli appartenga al fine di conquistare la simpatia e l'attenzione dell'infermiera tenente Bixby, che vuole portare al ballo. Hogan afferma di soffrire di bruciore di stomaco e ulcera e Bixby raccomanda le modifiche necessarie alla sua dieta. Quando Bixby scopre che i raggi X non gli appartengono, litiga con Hogan, lasciando entrambi nella tristezza (e segretezza) di essersi persi.
Hogan e il caporale Bohun affrontano ogni sorta di disavventure per assicurarsi che i piani per il ballo segreto vadano avanti e, nei giorni che seguono, girovagano continuamente per manovrare l'organizzazione complessa della festa da ballo, e all'aumentare delle difficoltà ben presto rischiano di perdere il controllo, ma loro sono ben determinati per sforzarsi di organizzare una festa il più possibile pazza, che nessuno potrà dimenticare.  Tuttavia, alle loro calcagna c'è l'ufficiale di sicurezza Locke, sempre andando in giro e alla ricerca della minima falla di ciò che costituisce le sue idee dei severi regolamenti dell'esercito e della disciplina militare. Lungo la strada, Hogan e i suoi uomini utilizzano molti diversivi per distrarre Locke. Hogan, poco prima dell'inizio dell'evento, finalmente riesce a mettere da parte Locke.
La notte del ballo, ogni soldato è accompagnato a ciascuna infermiera, tranne Hogan. Aspetta Bixby, sperando che lei lo abbia perdonato, ma finisce per deluderlo, andando al ballo senza di lei. Quando arriva in hotel, vede Bixby seduta con l'ufficiale in comando del campo, che ha giurato a tutti al ballo di non dire nulla su quello che sta succedendo quella sera. Quando Bixby vede Hogan, si toglie il lungo cappotto militare per rivelare un bel vestito e condivide un primo ballo con Hogan. Nel frattempo, il gruppo musicale suona un motivo scatenato e la festa può finalmente cominciare, rivelandosi un completo successo.

## Distribuzione
Negli Stati Uniti il film uscì il 7 agosto 1957 e incassò 1.850.000 dollari. In Italia ottenne il visto di censura n. 25.808 del 7 dicembre 1957 per una lunghezza della pellicola di 2.955 metri.